# Alma Bacciarini
Alma Bacciarini (Cabbio, 30 maart 1921 - Lugano, 22 januari 2007) was een Zwitserse onderwijzeres, feministe en politica voor de Vrijzinnig-Democratische Partij (FDP/PRD) uit het kanton Ticino.

## Biografie

### Afkomst en opleiding
Alma Bacciarini was een dochter van Antonio Bacciarini, die ingenieur was, en van Albina Zamperini. Ze trouwde in 1980 met Bruno Zeli, een tandarts. Ze liep school in Biasca en Locarno en studeerde vervolgens letteren aan de Universiteit van Zürich en de Universiteit van Genève.

### Onderwijzeres
Bacciarini ging vervolgens aan de slag als onderwijzeres in de kunst- en vakschool van Bellinzona.

### Feministe
Bacciarini was van 1952 tot 1963 vicevoorzitster van het Schweizerischer Verband für Frauenstimmrecht. Van 1976 tot 1992 was ze vicevoorzitster van de federale commissie voor vrouwenzaken. Tussen 1992 en 1995 was ze voorzitster van de Federazione ticinese delle società femminili en tussen 1990 en 1993 van de Associazione archeologica ticinese.

### Politica
Bacciarini was gemeenteraadslid (wetgevende macht) van Breganzona van 1972 tot 1980 en zetelde in de Grote Raad van Ticino van 1975 tot 1991. Bij de federale parlementsverkiezingen van 1979 werd ze als eerste Ticinese vrouw verkozen tot lid van de Nationale Raad. Ze zetelde er van 26 november 1979 tot 27 november 1983. Ze zette zich voornamelijk in voor de vrouwenrechten en de plaats van de vrouw in het culturele leven.